# Гусятник великоколосковий
Гусятник великоколосковий (Eragrostis cilianensis) — вид рослин із родини злакових (Poaceae).

## Біоморфологічна характеристика
Однорічна рослина. Стебла прямовисні чи колінчасто висхідні 10–90 см завдовжки. Листові пластинки 5–15 см × 2–8 мм, краї залозисті чи ні. Суцвіття — щільна чи не щільна волоть, 4–30 см завдовжки. Колосочки 3–20 × 2–4 мм, довгасті чи яйцеподібні, стиснутий збоку, складаються з 5–60 плідних квіточок зі зменшеними квіточками на верхівці. Колоскові луски схожі, яйцюваті, 1.5–2.2 мм завдовжки, 1-кілеві, 1–3-жилкові, верхівки гострі. Родюча лема яйцювата чи кругла, (1.3)2–2.8 мм завдовжки, жовта чи сіра. Зернівка кругла, 0.5(0.7) мм завдовжки, темно-коричневий чи червоний. 2n = 20.

## Середовище проживання
Зростає у майже всій Африці та Євразії від Португалії до о. Нова Гвінея; вид інтродуковано до Північної й південної Америки, Австралії.
В Україні вид росте на смітниках – на Керченському півострові в Криму, дуже рідко; вказується для ок. Херсона